# Macrodontiini
Los macrodontiínos (Macrodontiini) son una tribu de coleópteros crisomeloideos de la familia Cerambycidae.

## Géneros
Tiene los siguientes géneros:
- Acalodegma - Acanthinodera - Ancistrotus - Chalcoprionus - Macrodontia[1]